# Copa América masculine de volley-ball 2005
 (décembre 2023).
Si vous disposez d'ouvrages ou d'articles de référence ou si vous connaissez des sites web de qualité traitant du thème abordé ici, merci de compléter l'article en donnant les références utiles à sa vérifiabilité et en les liant à la section « Notes et références ».
La Copa América masculine de volley-ball est la cinquième édition de la Copa América masculine de volley-ball
Elle s’est déroulée entre le 3 et le 7 août 2005 à São Leopoldo, au Brésil. Les matchs se sont tous joués au Celso Morbach Gimnasium.

## Classement final
| Place              | Équipe     |
| ------------------ | ---------- |
| Médaille d'or      | États-Unis |
| Médaille d'argent  | Brésil     |
| Médaille de bronze | Cuba       |
| 4                  | Argentine  |
| 5                  | Canada     |
| 6                  | Venezuela  |